# Stróża (gmina)
Stróża – dawna gmina wiejska istniejąca w XIX wieku w guberni lubelskiej. Siedzibą władz gminy była Stróża.
Za Królestwa Polskiego gmina Stróża należała do powiatu janowskiego w guberni lubelskiej.
Gmina została zniesiona w 1874 roku, a jej obszar włączono do gminy Brzozówka.